# Торрес, Мариано
Мариано Нестор Торрес (исп. Mariano Néstor Torres; 19 мая 1987, Буэнос-Айрес, Аргентина) — аргентинский футболист, полузащитник коста-риканского клуба «Депортиво Саприсса».

## Клубная карьера
Мариано Торрес — воспитанник аргентинского клуба «Бока Хуниорс». В первой половине 2008 года он на правах аренды представлял австрийский ЛАСК. 17 февраля того года он дебютировал в австрийской Бундеслиге, выйдя в основном составе в домашнем поединке против «Рида».
По возвращении в Аргентину Торрес так и не смог пробиться в основную команду «Боки Хуниорс». В середине 2009 года он перешёл в бразильский «Коринтианс», который отдал его в аренду «Наутико», за последнюю команду аргентинец провёл семь игр в бразильской Серии А.
В 2013-2014 годах Мариано Торрес выступал за чилийский «Кобресаль», в 2015 году — за боливийский «Хорхе Вильстерманн», а в первой половине 2016 — за боливийский «Стронгест». 27 июня 2016 года аргентинец подписал годичный контракт с возможностью продления с коста-риканским клубом «Депортиво Саприсса».

## Достижения
«Депортиво Саприсса»
- Чемпион Коста-Рики (1): Зим. 2016